# ألبرت تشايلدز
ألبرت تشايلدز (بالإنجليزية: Albert Childs)‏ هو لاعب كرة قدم بريطاني، ولد في 25 سبتمبر 1930 في ليفربول في المملكة المتحدة. لعب مع نادي ليفربول ونادي نورثن نومادز.